# Grækenlands fodboldlandshold
Grækenlands fodboldlandshold er det nationale fodboldhold i Grækenland, og landsholdet bliver administreret af Grækenlands fodboldforbund. Holdets ubetinget største triumf til dato er den sensationelle sejr ved EM i 2004 i Portugal. Her besejrede man – efter at være avanceret via en andenplads i gruppespillet – først Frankrig i kvartfinalerne, siden Tjekkiet i semifinalerne og slutteligt værterne fra Portugal i finalen, hver gang med cifrene 1-0.
Grækenland har to gange deltaget ved VM, nemlig ved VM i 1994 i USA og VM i 2010 i Sydafrika. Begge gange måtte man dog rejse hjem efter indledende runde.
På grund af sejren ved EM i 2004 deltog grækerne også ved Confederations Cup 2005 i Tyskland. Her sluttede man dog sidst i sin indledende gruppe, med kun ét point og igen uden at have scoret et eneste mål.

## Turneringsoversigt

### Europamesterskaberne
| År   | Værtsland         | Grækenlands placering |
| ---- | ----------------- | --------------------- |
| 1960 | Frankrig          | Ikke kvalificeret     |
| 1964 | Spanien           | Trak sig              |
| 1968 | Italien           | Ikke kvalificeret     |
| 1972 | Belgien           | Ikke kvalificeret     |
| 1976 | Jugoslavien       | Ikke kvalificeret     |
| 1980 | Italien           | Indledende runde      |
| 1984 | Frankrig          | Ikke kvalificeret     |
| 1988 | Vesttyskland      | Ikke kvalificeret     |
| 1992 | Sverige           | Ikke kvalificeret     |
| 1996 | England           | Ikke kvalificeret     |
| 2000 | Belgien & Holland | Ikke kvalificeret     |
| 2004 | Portugal          | Guld                  |
| 2008 | Østrig & Schweiz  | Indledende runde      |
| 2012 | Polen & Ukraine   | Kvartfinale           |
| 2016 | Frankrig          | Ikke kvalificeret     |
| 2020 | Italien           | Ikke kvalificeret     |
| 2024 | Tyskland          | Ikke kvalificeret     |

### Verdensmesterskaberne
| År   | Værtsland        | Grækenlands placering |
| ---- | ---------------- | --------------------- |
| 1930 | Uruguay          | Deltog ikke           |
| 1934 | Italien          | Trak sig              |
| 1938 | Frankrig         | Ikke kvalificeret     |
| 1950 | Brasilien        | Deltog ikke           |
| 1954 | Schweiz          | Ikke kvalificeret     |
| 1958 | Sverige          | Ikke kvalificeret     |
| 1962 | Chile            | Ikke kvalificeret     |
| 1966 | England          | Ikke kvalificeret     |
| 1970 | Mexico           | Ikke kvalificeret     |
| 1974 | Vesttyskland     | Ikke kvalificeret     |
| 1978 | Argentina        | Ikke kvalificeret     |
| 1982 | Spanien          | Ikke kvalificeret     |
| 1986 | Mexico           | Ikke kvalificeret     |
| 1990 | Italien          | Ikke kvalificeret     |
| 1994 | USA              | Indledende runde      |
| 1998 | Frankrig         | Ikke kvalificeret     |
| 2002 | Sydkorea & Japan | Ikke kvalificeret     |
| 2006 | Tyskland         | Ikke kvalificeret     |
| 2010 | Sydafrika        | Ikke kvalificeret     |
| 2014 | 🇧🇷Brasilien      | 1/8 final             |

### FIFA Confederations Cup
| År   | Værtsland        | Grækenlands placering |
| ---- | ---------------- | --------------------- |
| 1992 | Saudi-Arabien    | Ikke kvalificeret     |
| 1995 | Saudi-Arabien    | Ikke kvalificeret     |
| 1997 | Saudi-Arabien    | Ikke kvalificeret     |
| 1999 | Mexico           | Ikke kvalificeret     |
| 2001 | Sydkorea & Japan | Ikke kvalificeret     |
| 2003 | Frankrig         | Ikke kvalificeret     |
| 2005 | Tyskland         | Indledende runde      |
| 2009 | Sydafrika        | Ikke kvalificeret     |

## Aktuel trup
Følgende spillere blev udtaget til play-offkampene til EM 2024.

Antal kampe og mål er opdateret den 26. marts 2024 eftet kampen mod Georgien.